# Stone Free: A Tribute to Jimi Hendrix
Stone Free: A Tribute to Jimi Hendrix è un album compilation tributo alla musica di Jimi Hendrix pubblicato nel 1993.

## Tracce
Tutti i brani sono opera di Jimi Hendrix, eccetto dove indicato.
1. Purple Haze eseguita dai The Cure, prodotta da Robert Smith e Bryan "Chuck" New - 5:19
2. Stone Free eseguita da Eric Clapton, prodotta da Nile Rodgers - 4:25
3. Spanish Castle Magic eseguita dagli Spin Doctors, prodotta da Eddie Kramer - 4:06
4. Red House eseguita da Buddy Guy, prodotta da Eddie Kramer - 3:48
5. Hey Joe (Billy Roberts) eseguita dai Body Count, prodotta da Ernie C - 4:28
6. Manic Depression eseguita da Seal e Jeff Beck, prodotta da Jeff Beck, Eddie Kramer e Seal - 5:11
7. Fire eseguita e prodotta da Nigel Kennedy - 4:39
8. Bold as Love eseguita dai Pretenders, prodotta da Stephen Street - 3:23
9. You Got Me Floatin' eseguita e prodotta da P.M. Dawn - 4:49
10. I Don't Live Today eseguita da Slash, Paul Rodgers e Band of Gypsys, prodotta da Eddie Kramer - 4:32
11. Are You Experienced? eseguita dai Belly, prodotta da Paul Q. Kolderie e Sean Slade - 3:38
12. Crosstown Traffic eseguita dai Living Colour, prodotta da Ron Saint Germain - 3:10
13. Third Stone from the Sun eseguita e prodotta da Pat Metheny - 6:00
14. Hey Baby (Land of the New Rising Sun) eseguita dai M.A.C.C.* - 5:26

- La band denominata "M.A.C.C." è composta da Mike McCready (chitarrista dei Pearl Jam), Jeff Ament (bassista dei Pearl Jam), Matt Cameron (batterista dei Soundgarden e successivamente dei Pearl Jam), e Chris Cornell (cantante dei Soundgarden e in seguito degli Audioslave), nella pratica i membri facenti parte della band Temple of the Dog escludendo Eddie Vedder e Stone Gossard. La cover di Hey Baby (Land of the New Rising Sun) è l'unica loro registrazione di cui si conosca l'esistenza.